# В диких условиях
«В диких условиях» (англ. Into the Wild) — американский драматический роуд-муви режиссёра Шона Пенна по одноимённой книге Джона Кракауэра, вышедший на экраны в 2007 году. Сюжет фильма основан на реальных событиях.
Главную роль исполняет Эмиль Хирш. Две номинации на премию «Оскар»: лучшая мужская роль второго плана (Хэл Холбрук) и лучший монтаж. Американский институт киноискусства назвал фильм одной из десяти лучших картин 2007 года.

## Сюжет
Окончив Университет Эмори в Атланте и получив диплом по специальности историка и антрополога, бывший студент 22-летний Кристофер Маккэндлесс из благополучного пригорода Вашингтона, из-за разных с родителями взглядов на жизнь, начинает летом 1990 года путешествие по Соединённым Штатам. Пожертвовав все свои собственные сбережения в размере 24 000 долларов США благотворительной организации Оксфам, он отправляется в Фэрбанкс, недалеко от полярного круга, чтобы встретить вызовы простой жизни вдали от цивилизации. Сначала он едет на своем автомобиле Nissan Sunny, а когда у него заканчивается бензин, идёт пешком с рюкзаком. Его бегство от цивилизации, очевидно, обусловлено чтением трудов Ральфа Уолдо Эмерсона. Единственным членом семьи, с которым он изредка контактирует, остаётся его сестра Кэтрин.
Во время путешествия Крис подрабатывает в Южной Дакоте у фермера Уэйна в зернохранилище. Уэйн советует ему идти не на север, а на юг, после чего, Крис предпринимает заплыв на каяке по реке Колорадо в Мексику. Вернувшись в США на товарном поезде, он подрабатывает в филиале ресторана быстрого питания недалеко от Лас-Вегаса. Большую часть времени он живёт как бездомный, под псевдонимом «Александр Супербродяга», ездит в грузовых поездах и автостопом по западным штатам. Однажды он знакомится с парой хиппи Яном и Рейни, а позже работает у старого ветерана армии Рона Франца, с которым у него складываются блестящие отношения, и который предлагает его усыновить. С тяжёлым сердцем, Крис вынужден вежливо отказаться, так как преследует другие цели. Большинство людей, которых он встречает на своём пути, постоянно приглашают его задержаться у них. Он находит эти предложения привлекательными, но в конечном итоге, снова и снова, отклоняет их, потому что хочет сначала найти себя. По его мнению, для счастья нужна не человеческая компания, а одиночество.
В апреле 1992 года, Крис, наконец, добирается до места назначения и, вооружившись малокалиберной винтовкой, отправляется к западу от Хили в пустыню близлежащего национального парка Денали, где проводит следующие несколько месяцев в заброшенном старом автобусе. Там он обнаруживает, что не может выжить по одному только руководству по выживанию, которое взял с собой. Попытка закоптить мясо лося до того, как его съедят личинки, терпит неудачу. С началом весны, растаявший снег перекрывает его путь обратно через близлежащую реку Текланика, поскольку уровень воды в ней и скорость течения резко возросли. Он вынужден оставаться в своём «Волшебном автобусе», не зная альтернативных маршрутов. Из-за нехватки пищи и ослабления от поедания ядовитых стручков дикого душистого горошка (Hedysarum mackenzii, дикий картофель бурого медведя), который он путает со съедобным диким картофелем (Hedysarum alpinum, морковь Аляски), он быстро теряет вес от отравления и умирает.
Текстовые примечания сообщают зрителю, что тело Кристофера было найдено охотниками на лосей, на их пути по Тропе Стэмпид в конце августа 1992 года. Показана блеклая фотография, вероятно, его собственное изображение, которое не проявилось в камере Криса. Из его дневниковых записей видно, что он наконец пришёл к выводу, что счастливым можно быть, только если можно разделить счастье с другими.

## В ролях
| Актёр            | Роль                  |
| ---------------- | --------------------- |
| Эмиль Хирш       | Кристофер МакКэндлесс |
| Кэтрин Кинер     | Джэн Бёррис           |
| Хэл Холбрук      | Рон Франц             |
| Марша Гэй Харден | Билли МакКэндлесс     |
| Уильям Хёрт      | Уолт МакКэндлесс      |
| Кристен Стюарт   | Трейси Татро          |
| Брайан Диркер    | Рэйни                 |
| Джена Мэлоун     | Кэтрин МакКэндлесс    |
| Винс Вон         | Уэйн Уэстерберг       |
| Туре Линдхардт   | Мадс                  |

## Создание
- Фильм рассказывает реальную историю Кристофера Маккэндлесса, который отверг материальные ценности современного общества и перечислил все свои деньги на благотворительность. На протяжении двух лет (с 1990 по 1992 год) под именем Александр Супербродяга он странствовал по США и Мексике, подрабатывал на случайных работах, встречал разных людей, изменивших его жизнь, пока, наконец, не оказался на Аляске. Здесь он совершил свой последний акт самоотречения, поселившись в суровой пустынной местности в старом автобусе.
- По словам Шона Пенна, он готовился к съёмкам этого фильма почти десять лет. Книгу Джона Кракауэра он прочёл за одну ночь в 1996 году, после чего немедленно приступил к переговорам с родителями Маккэндлесса об её экранизации. Однако, когда всё уже было готово к съёмкам, родители отказались… Пенн ждал терпеливо их согласия до 2006 года, пока они сами не позвонили ему и не сказали, что готовы дать своё разрешение на экранизацию[4].
- Чтобы исполнить главную роль в фильме, Эмиль Хирш похудел на 18 килограммов.
- Когда Шон Пенн впервые загорелся желанием сделать этот фильм (а это случилось сразу, как только он прочёл книгу Джона Кракауэра, вышедшую в 1996 году), в роли Маккэндлесса он видел Леонардо Ди Каприо, а в роли Рона Франца — Марлона Брандо.
- Фильм полностью снят на реальных локациях, то есть, там, где жил и страдал Маккэндлесс. Съёмочной группе приходилось ездить на Аляску 4 раза, чтобы захватить все времена года.
- Лось, которого в фильме убил Кристофер, на самом деле был найден мёртвым на Аляске.
- Дэйви Чейз прослушивалась на роль Трейси, но не получила её.
- Сцена, когда к Крису подходит медведь, но Крис на него не реагирует и медведь уходит, отсылает нас прямиком к рассказу Джека Лондона «Любовь к жизни», где была описана точно такая же история.
- В фильме есть цитата из пятой главы первой части романа Льва Толстого «Семейное счастие»: слова Сергея Михайловича «Я прожил много, и мне кажется, нашёл то, что мне нужно для счастья» и далее.
- Все оригинальные песни в фильме исполняет Эдди Веддер, фронтмен гранж-группы Pearl Jam.
- Реальные люди, которые когда-то пересекались с МакКэндлессом, оказались причастны к созданию фильма как на экране, так и за кадром. Так, на Аляске МакКэндлесса подвёз до начала тропы Стэмпид парень по имени Джим Гальен, и этот же мужчина исполнил ту же роль в фильме. Вскоре съёмки начались в городе Картэйдж, где МакКэндлесс работал на Уэйна Вестерберга (его сыграл Винс Вонн). Там Вестерберг стал водителем на съёмках. В Юме, на том самом пограничном пункте, где МакКэндлесс побывал 15 лет назад, Пенн — получивший разрешение от правительства на съёмку — нанял в качестве актёра охранника, который работал там в то время, когда юноша пересекал границу.

## Награды и номинации

### Награды
- 2008 — премия «Золотой глобус» за лучшую песню (Эдди Веддер, «Guaranteed»)
- 2007 — премия Национального совета кинокритиков США за мужской прорыв года (Эмиль Хирш), а также попадание в десятку лучших фильмов года

### Номинации
- 2009 — номинация на премию «Сезар» за лучший фильм на иностранном языке (Шон Пенн)
- 2008 — 2 номинации на премию «Оскар»: лучшая мужская роль второго плана (Хэл Холбрук), лучший монтаж (Джей Кэссиди)
- 2008 — номинация на премию «Золотой глобус» за лучшую музыку к фильму (Майкл Брук, Эдди Веддер, Каки Кинг)
- 2008 — номинация на премию «Давид ди Донателло» за лучший иностранный фильм (Шон Пенн)
- 2008 — номинация на премию «Грэмми» за лучшую песню к кинофильму (Эдди Веддер, «Guaranteed»)
- 2008 — 4 номинации на премию Гильдии киноактёров США: лучшая мужская роль (Эмиль Хирш), лучшая мужская роль второго плана (Хэл Холбрук), лучшая женская роль второго плана (Кэтрин Кинер), лучший актёрский состав
- 2008 — номинация на премию Гильдии режиссёров США за лучшую режиссуру художественного фильма (Шон Пенн)
- 2008 — номинация на премию Гильдии сценаристов США за лучший адаптированный сценарий (Шон Пенн)
- 2008 — номинация на премию «Молодой актёр» лучшей молодой актрисе второго плана (Кристен Стюарт)
- 2007 — номинация на премию «Спутник» за лучшую песню (Эдди Веддер, «Rise»)

## Приём

### Рейтинг
Из-за наличия пугающих сцен, присутствия ненормативной лексики, откровенного секса и наготы, американской ассоциацией MPAA фильму был присвоен рейтинг «R», что соответствует рейтингу «16+».

### Прокат
В США фильм первоначально вышел в ограниченном прокате всего в четырёх кинотеатрах и собрал 212 440 долларов за первые выходные, в среднем по 53 110 долларов на кинотеатр. В течение следующих нескольких недель фильм оставался в ограниченном прокате, пока 19 октября 2007 года не расширился до более чем 600 кинотеатров; в первые выходные после выхода в широкий прокат фильм собрал всего 2,1 миллиона долларов, в среднем по 3249 долларов на кинотеатр. По состоянию на 25 декабря 2008 года фильм собрал 18 354 356 долларов в США и 37 281 398 долларов на международном рынке. В общей сложности фильм собрал 55 635 754 долларов по всему миру.

### Критика
На сайте агрегатора рецензий Rotten Tomatoes, кинокритики очень тепло встретили фильм: 83 % обозрений, основанных на 201 рецензии, являются положительными, со средним баллом 8,1 из 10. Обычные зрители, с их 89 % одобрения, также полюбили фильм, и уже в короткие сроки, у картины появились поклонники по всему миру.
Через некоторое время она обрела статус культового фильма. По состоянию на 5 ноября 2023 года, он также входит в топ 250 самых лучших фильмов по версии сайта imdb, где занимает 230 строчку.